# The Flash (1990)
The Flash (1990) foi uma série de televisão baseada no personagem dos quadrinhos Flash da DC Comics. Desde 2014, o herói ganhou um novo programa homônimo na Televisão estadunidense pelo canal The CW.
Em 2019 vai ter um crossover entre a serie the Flash dos anos 90 com o atual série do flash em um universo paralelo.

## Sinopse
Barry Allen, funcionário da polícia científica (CSI), sofre um acidente químico, sendo banhado por produtos químicos após seu laboratório ser atingido por um raio. Esse acidente fez com que ele desenvolvesse poderes de super velocidade.

## Elenco
- John Wesley Shipp ... Barry Allen/Flash
- Amanda Pays ... Christina "Tina" McGee
- Alex Désert ... Julio Mendez
- Mike Genovese ... Ten. Warren Garfield
- Richard Belzer ... Joe Kline
- Gloria Reuben ... Sabrina
- Dick Miller ... Fosnight
- Mark Hamill ... James Montgomery Jesse/Trapaceiro
- Michael Champion ... Leonard Snart/Capitão Frio
- David Cassidy ... Sam Scudder/Mestre dos Espelhos
- Joyce Hyser ... Megan Lockhart
- Biff Manard ... Michael Francis Murphy
- Vito D'Ambrosio ... Tony Bellows
- Michael Nader ... Nicolas Pike
- Jason Bernard ... Desmond Powell/Nightshade
- Priscilla Pointer ... Nora Allen